# 피츠 수퍼클리어
피츠 수퍼클리어(Fitz Super Clear)는 롯데주류에서 발매하는 맥주 브랜드이다. 알코올 도수는 4.5%이며, 2017년 6월 출시되었다.
피츠의 의미는 언제 어디서나 누구와 함께해도 부담 없이 즐길 수 있고, 어떤 음식과도 잘 어울리는 맥주라는 의미를 담고 있다.